# 기무라 아키노리

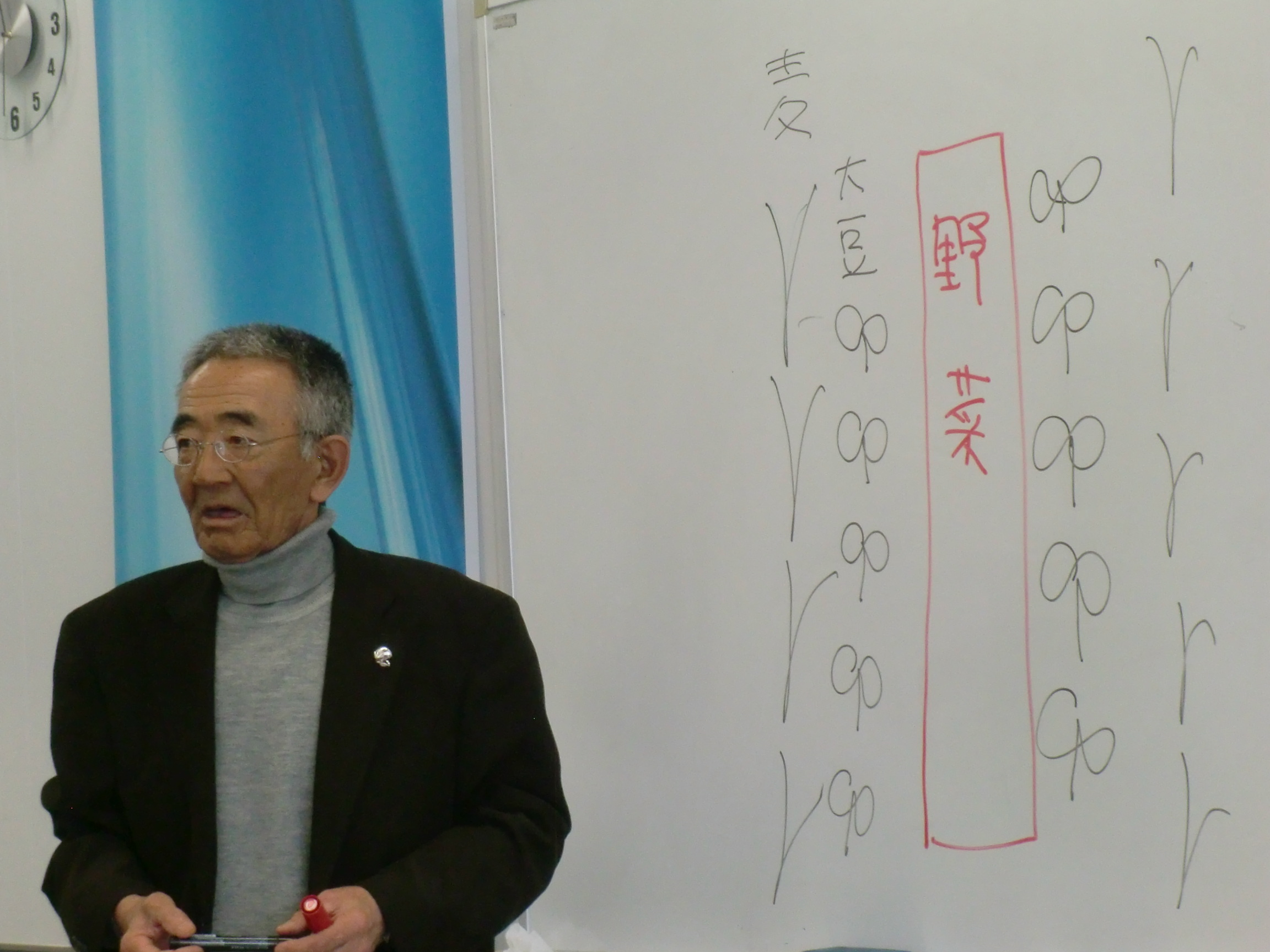

기무라 아키노리(일본어: 木村 秋則, 1949년 11월 8일 ~ )는 일본의 농부이다. 무농약 사과 재배에 성공했으며, 29살에 무농약, 무비료 사과 재배에 도전하여 10년 만에 성공했다. 이 사과는 썩지 않아 '기적의 사과'라고 불리며 그의 이야기는 동명의 책으로도 출간되었다.

## 같이 보기
- 자연농법(NF)
  - 후쿠오카 마사노부 - 자연농법 창시자
  - 가와구치 요시카즈 - 대표적인 자연농법 실천가
  - 최성현 (번역가) - 일본어 서적 번역가, 자연농법 실천가 및 에세이스트
  - 헬레나 노르베리 호지 - 스웨덴 언어학자 겸 자연농법 전문 환경운동가